# Seeburgviertel

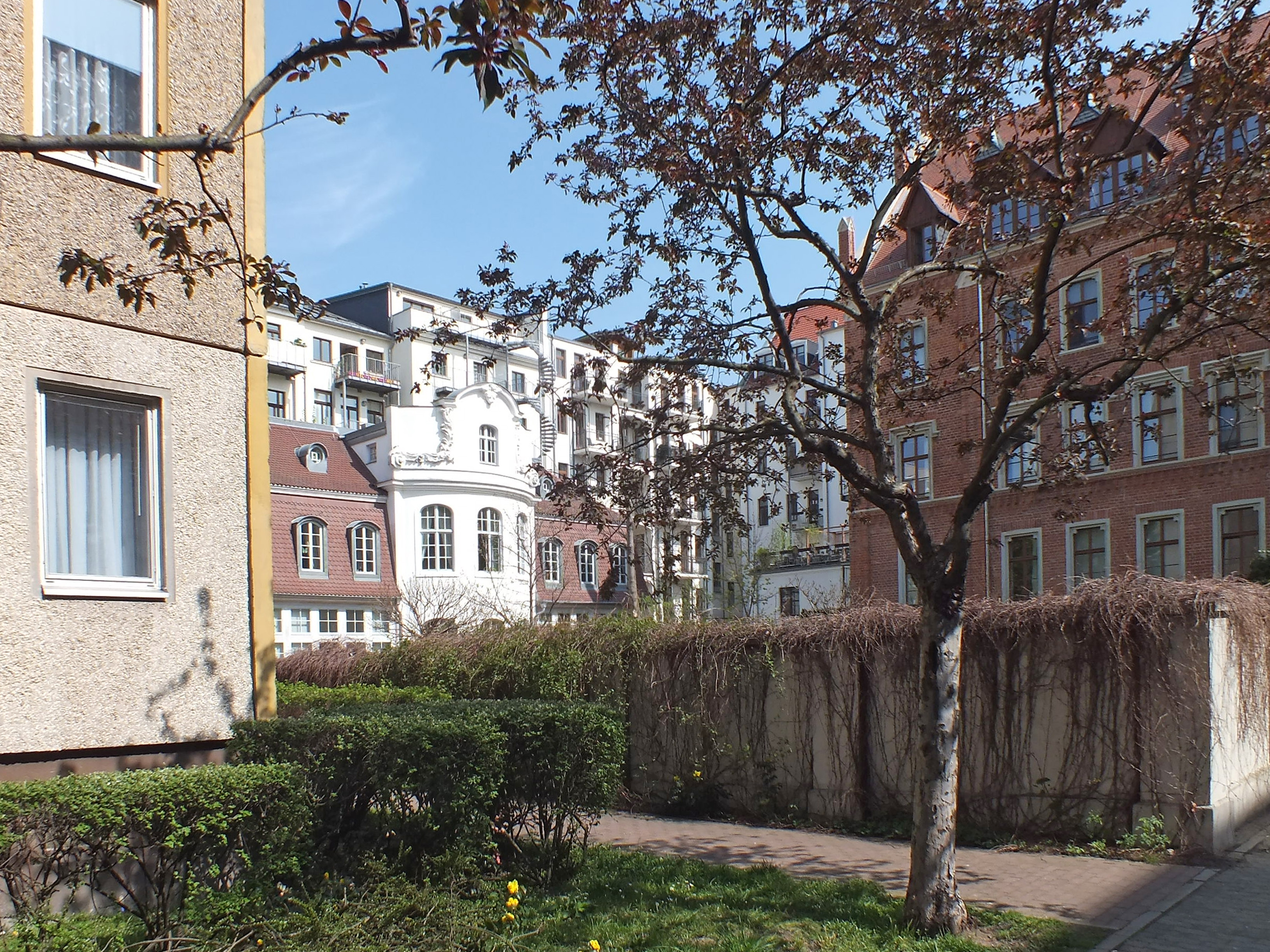
Drei Jahrhunderte im Seeburgviertel (2014): Lincks Gartenhaus (18. Jh., Mitte), ehemaliges Wohnhaus von Friedrich Wilhelm Lindner
(19. Jh., re.) und Neubaublock (20. Jh., li.)

Das Seeburgviertel ist ein Wohngebiet in Leipzig, das südöstlich direkt an die Innenstadt grenzt. Es gehört zum Stadtbezirk Mitte. Das Viertel ist nach der mittig hindurch verlaufenden Seeburgstraße benannt. Der Namenspatron Moritz Seeburg (1794–1851) war ein Leipziger Rechtsanwalt und Stadtrat. Die Bezeichnung des Viertels ist nicht amtlich. Gelegentlich wird das Seeburgviertel auch als Seepiepe bezeichnet.
Ältere Namen des Viertels sind Neue oder auch Kleine Johannisvorstadt.

## Lage
Das Seeburgviertel mit einer Fläche von etwa 0,25 km² gehört administrativ zum Stadtbezirk Leipzig Mitte und darin zum Ortsteil Zentrum-Südost. Es wird im Norden begrenzt durch die Goldschmidtstraße, im Osten durch die Stephanstraße, im Süden durch die Brüderstraße und im Westen durch den Roßplatz.
Die wichtigsten Verkehrsstraßen sind die Nürnberger und die Goldschmidtstraße. Linien der Leipziger Verkehrsbetriebe führen nicht durch das Viertel.

## Bebauung

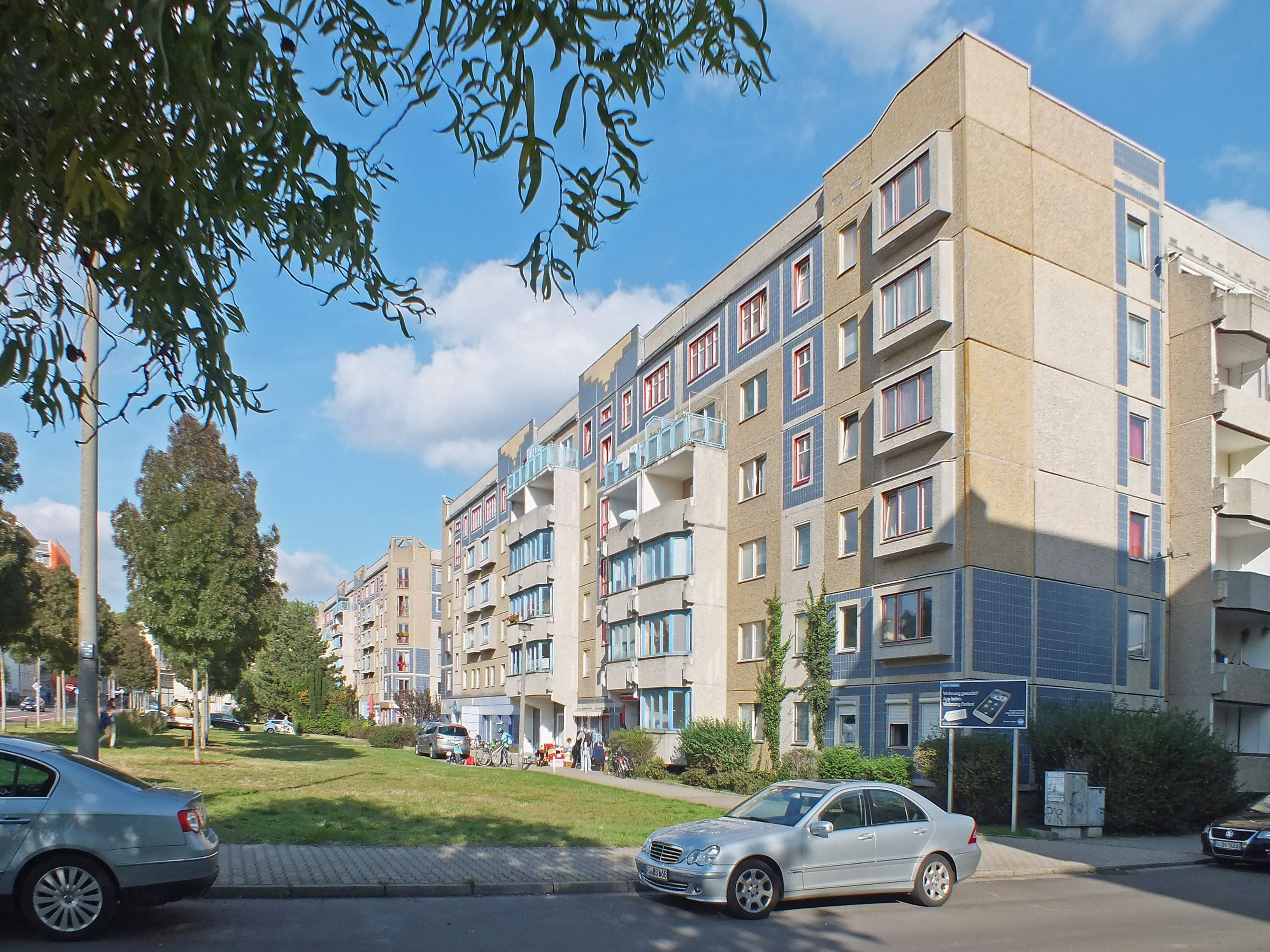
Neubauten an der Nürnberger Straße (2020)
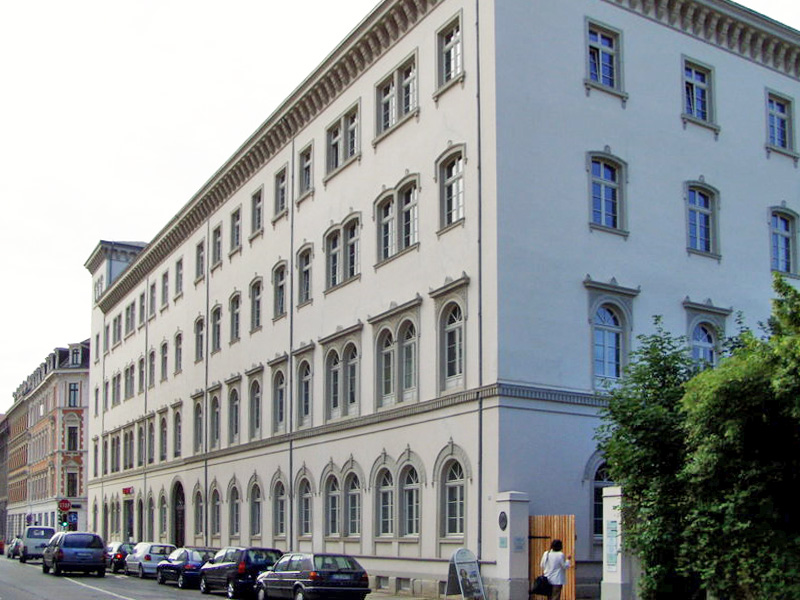
Mendelssohn-Haus, Goldschmidtstraße 12 (2006)
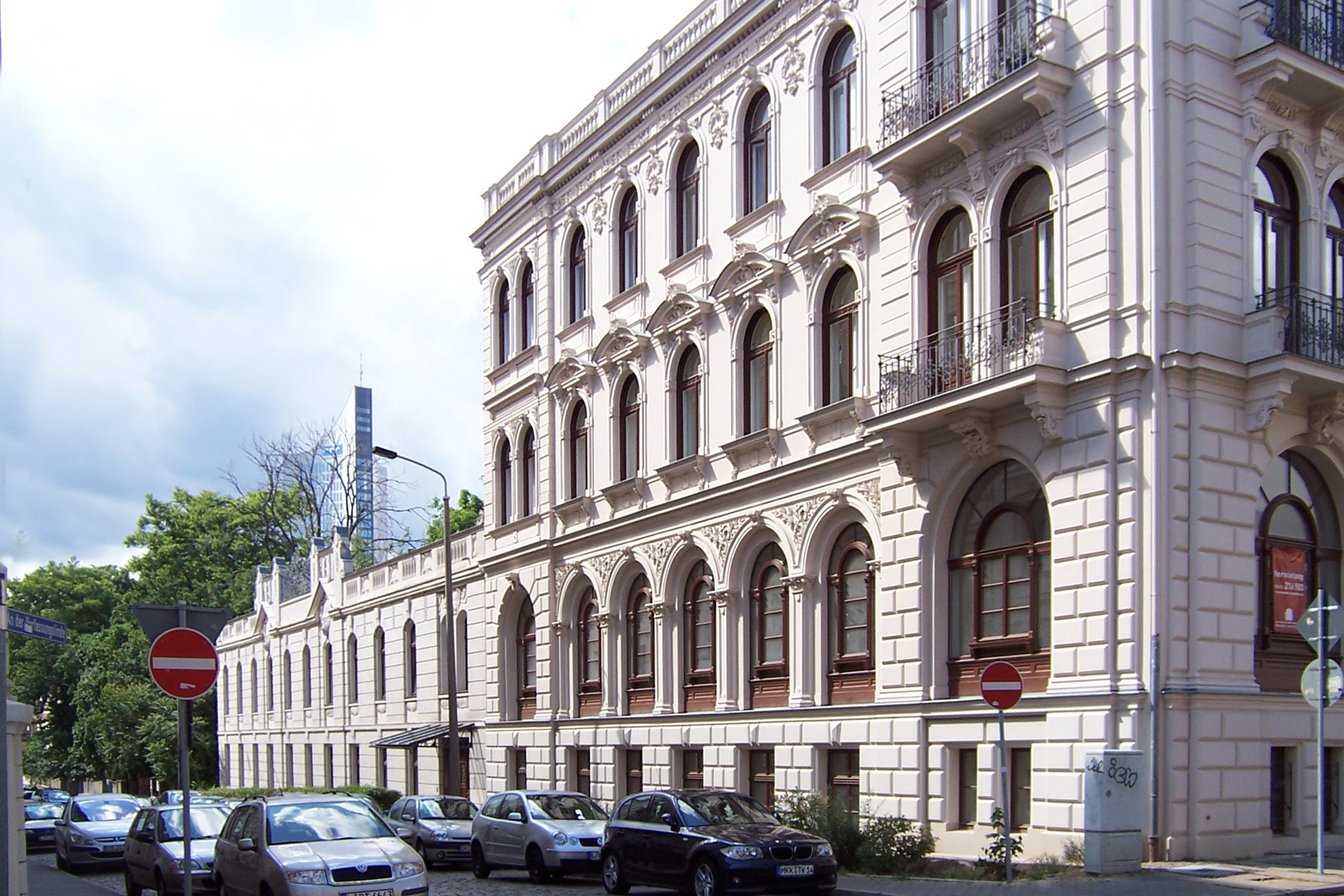
Edition Peters, Talstraße/An der Verfassungslinde (2008)

Nach Schäden im Zweiten Weltkrieg und Abriss danach vernachlässigter, maroder historischer Bauten dominieren im südlichen Teil des Viertels ab 1987 errichtete WBS 70-Plattenbauten das Stadtbild.
Die zum großen Teil in der Gründerzeit errichteten Bauten im nördlichen Teil wurden nach 1990 zum Teil aufwändig saniert. Dazu gehören auch das Mendelssohn-Haus in der Goldschmidtstraße, das letzte, nun museal genutzte Wohnhaus des Komponisten, und das Gebäude des C. F. Peters Musikverlages in der Talstraße, in welchem Edvard Grieg (1843–1907) des Öfteren zu Gast war und in dem sich die Grieg-Begegnungsstätte befindet.
An der Grenze zur Leipziger Innenstadt steht die im Stil des Sozialistischen Klassizismus errichtete Ringbebauung.

## Geschichte
Bereits 1661 hatte der Vorsteher des Johannishospitals Georg Ulrich Welsch im Bereich der heutigen Seeburgstraße an der Sandgasse (später in Erinnerung an Welsch Ulrichgasse) Zinshäuser errichten lassen; zwischen 1800 und 1809 kamen weitere 74 hinzu.

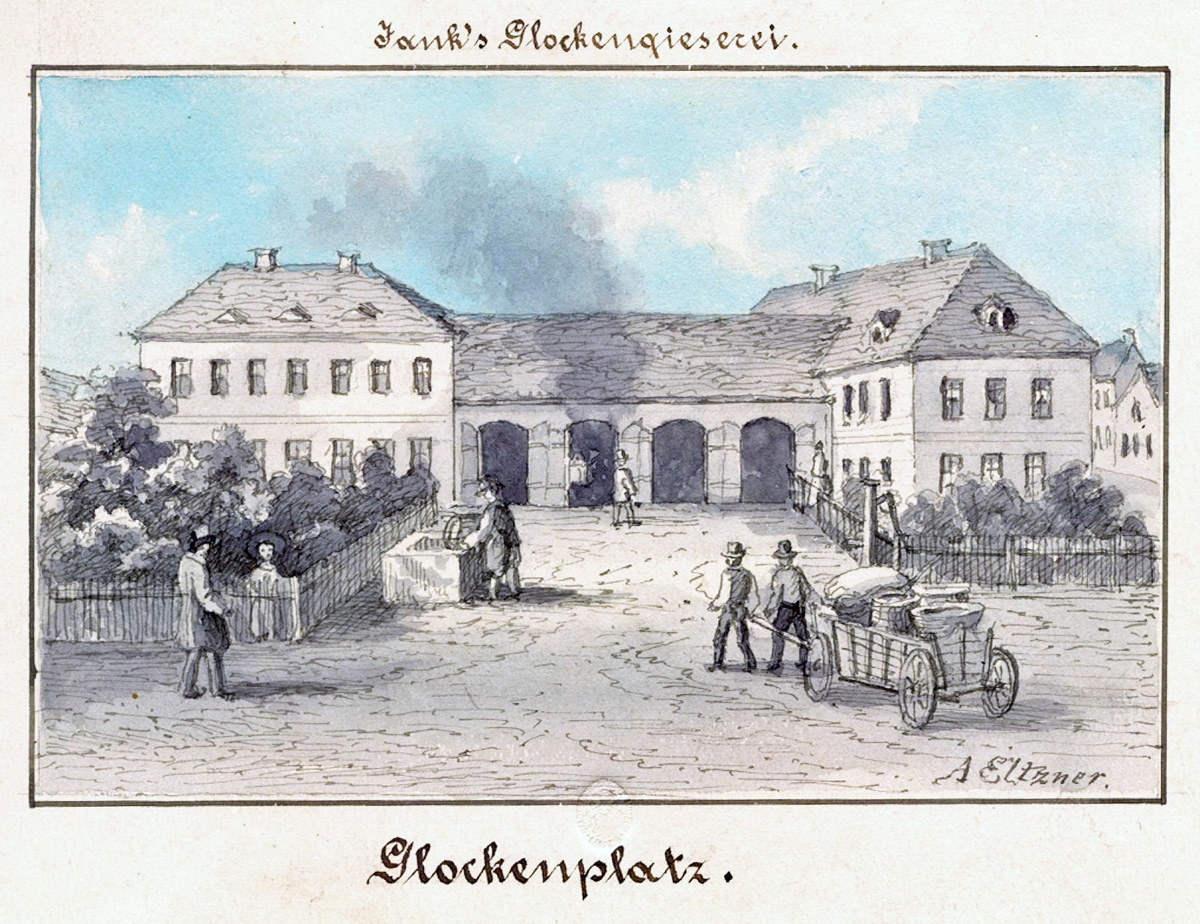
Glockengießerei Jauck
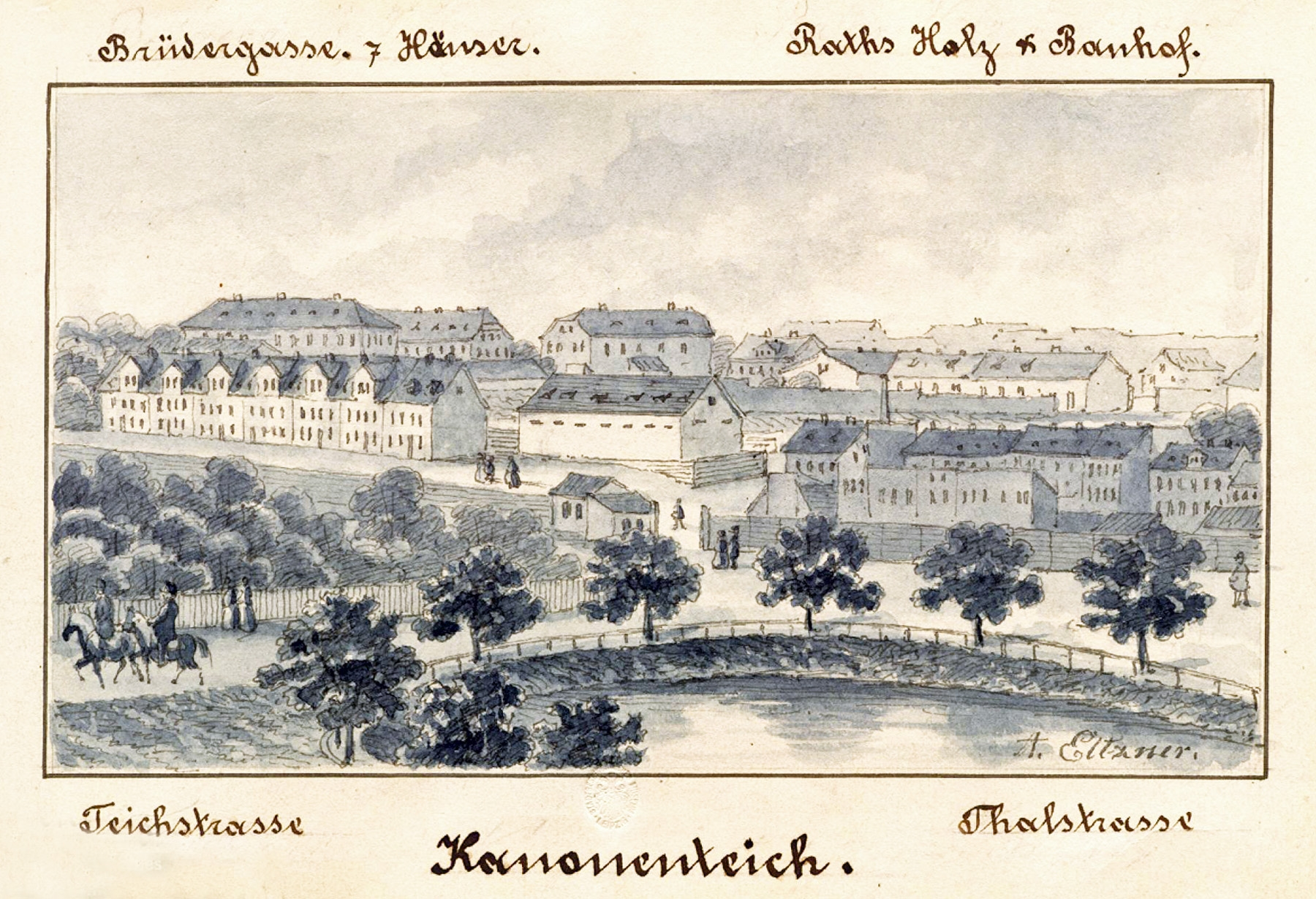
Brüdergasse am Kanonenteich
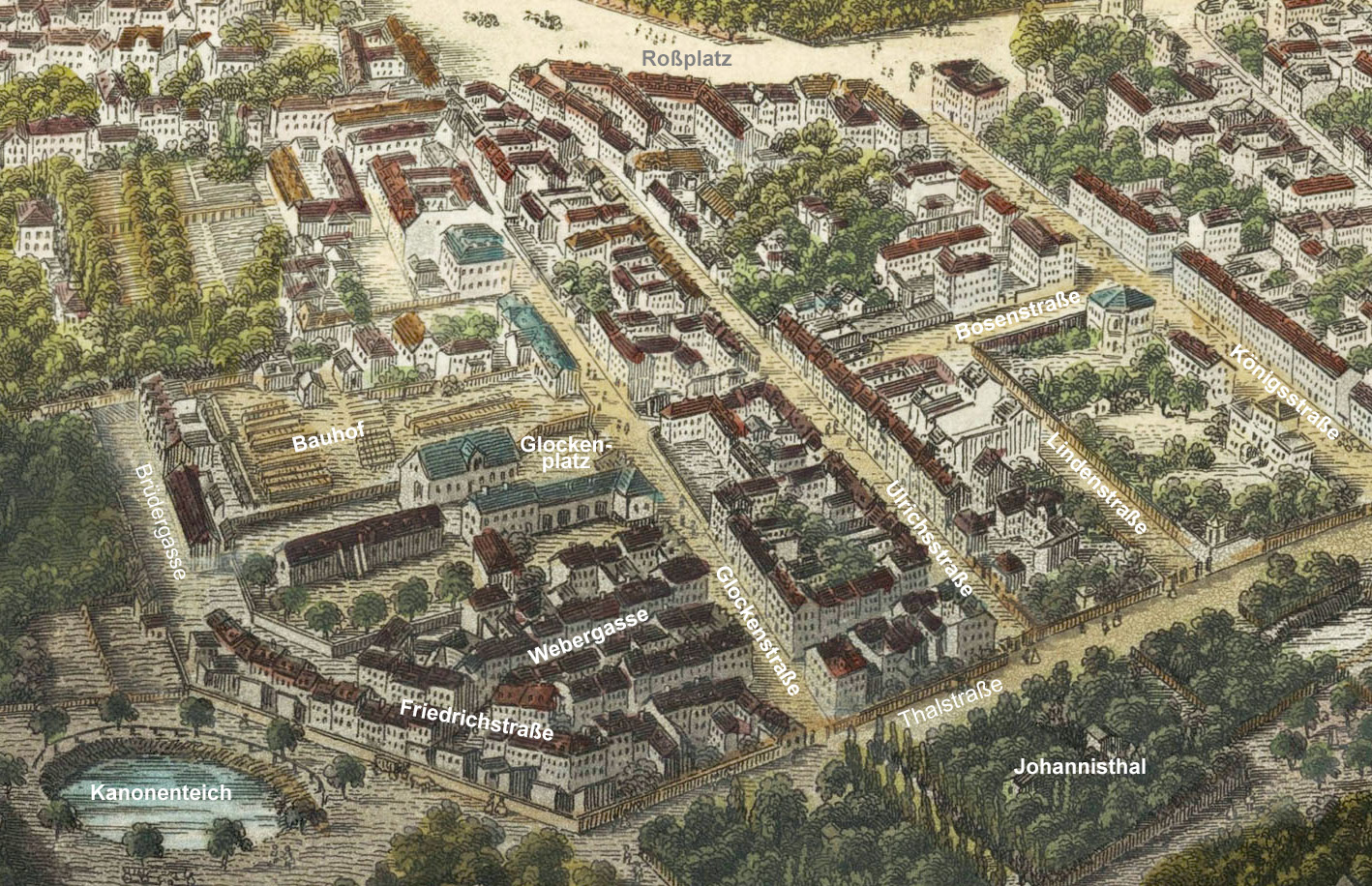
Die Neue Johannisvorstadt 1850

Im weiteren Verlauf wurden zunächst südlich der Ulrichgasse weitere Straßen angelegt und bebaut, so unter anderem die Glockengasse mit einer Glockengießerei und die Brüdergasse mit sieben nahezu gleichen Häusern (7 Brüder) in der Nähe des Kanonenteichs. In den Jahren 1831/1832 wurde auf Initiative von Stadtrat Seeburg in der an die Neue Johannisvorstadt angrenzenden ehemaligen Sandgrube die Kleingartenanlage Johannistal mit über 200 Parzellen geschaffen.
Nach Norden, zur Grimmaischen Vorstadt, befand sich seit Ende des 17. Jahrhunderts der Großbosische Garten, später nach Besitzerwechsel der Reimersche Garten. Nach seiner Parzellierung in den 1840er Jahren entstanden auch hier neue Straßen wie die Königstraße (später Goldschmidtstraße) und die Bosenstraße, die um 1860 als Nürnberger Straße bis zum 1842 in Betrieb genommenen Bayerischen Bahnhof verlängert wurde.

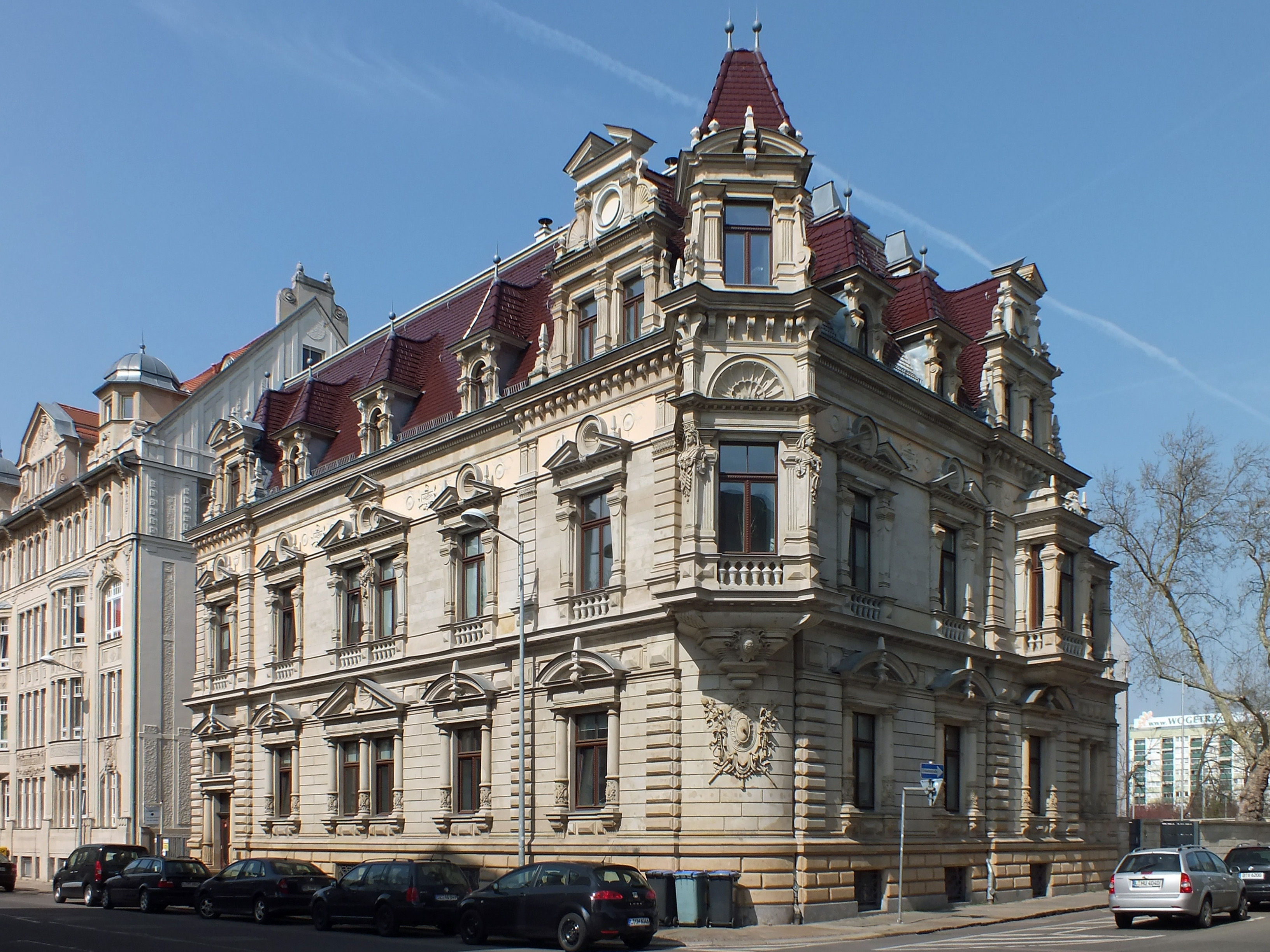
Villa Schröder in der Goldschmidtstraße (2014)
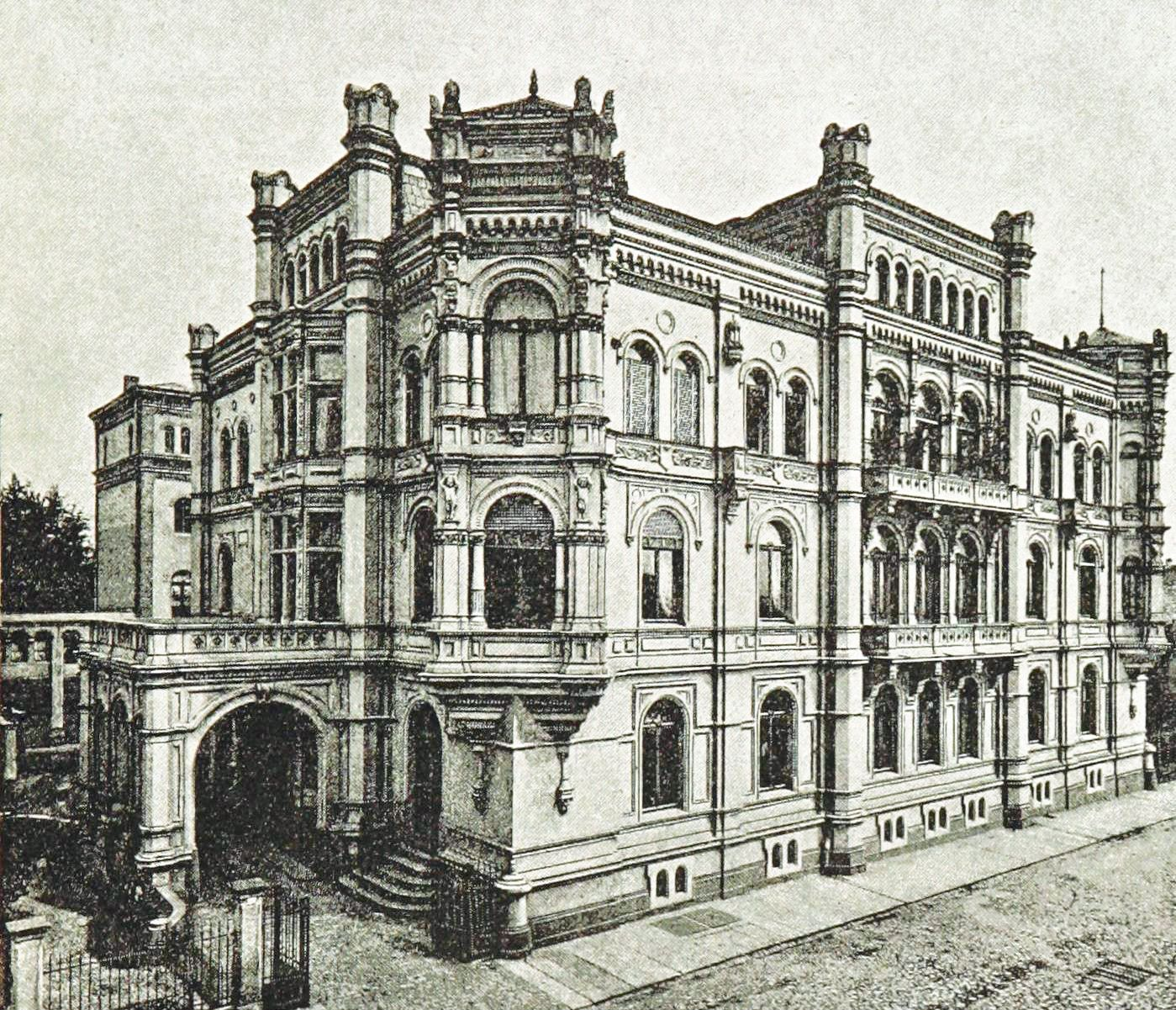
Villa Keil, Königstraße (um 1890), kriegszerstört
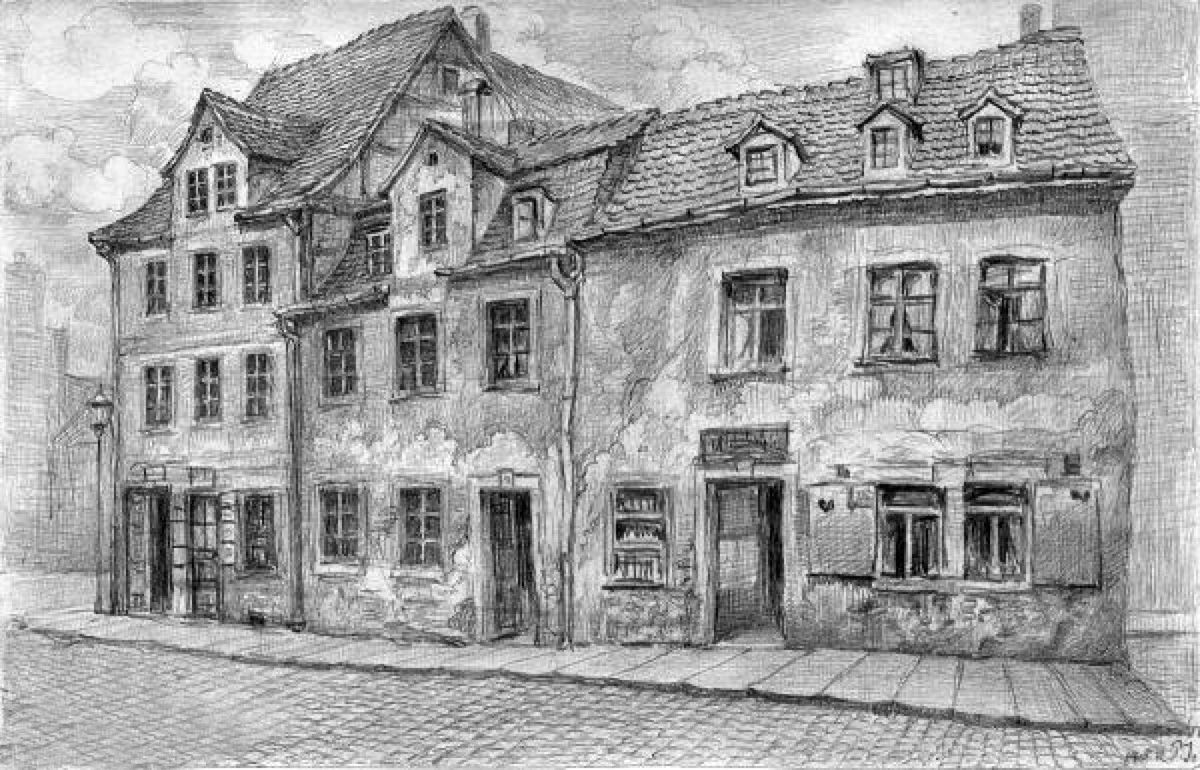
Seeburgstraße 30–34 (um 1920)

In diesem Teil entstanden wesentlich großzügiger angelegte Bauten für allgemein besser situierte Bewohner als in dem älteren südlichen Teil mit zumeist zwei- bis dreigeschossigen traufständigen Häusern. In Letzterem war das Rotlichtmilieu zuhause, und er galt als krimineller Schwerpunkt. Hier, in der Sandgasse, geschah 1821 auch der Mord des Johann Christian Woyzeck (1780–1824) an einer Geliebten, dessen Prozess Georg Büchner (1813–1837) als Vorbild für sein Fragment Woyzeck diente. Hermann Semmig (1820–1897) beschrieb im Jahre 1845 die Vorstadthäuser zwischen Hôtel de Prusse und Königsstraße als „das wilde Viertel“, das von besser gestellten Schichten grundsätzlich gemieden wurde, und verglich es mit dem Elend in englischen Arbeitervierteln, das Friedrich Engels (1820–1895) in Die Lage der arbeitenden Klasse in England beschrieben hatte. Da die Polizei sich wenig in die dortigen Zustände einmischte, nannten es die Bewohner auch ironisch die „Schweiz“ und sich selbst „die freien Schweizer“.
1861 ließ der Herausgeber der Gartenlaube Ernst Keil (1816–1878) sein Wohn- und Geschäftshaus in der Königstraße erbauen. 1867 zog der Musikverlag Breitkopf & Härtel vom „Goldenen Bären“ in sein neues Gebäude in der Nürnberger Straße um, und 1874 errichtete der Musikverlages C. F. Peters sein Haus an der Talstraße. Deshalb wird das Viertel auch als südlicher Teil des Graphischen Viertels angesehen.
1870 wurde das Bebauungsgebiet über die Talstraße nach Osten ins Johannistal ausgedehnt, und aus einem Gartenweg entstand die Stephanstraße, an welcher nun die bereits 1861 erbaute Sternwarte lag. Das neue Teilstück der Ulrichgasse bis zur Stephanstraße erhielt den Namen Seeburgstraße, der 1891 auf die gesamte Ulrichgasse ausgedehnt wurde, die Voraussetzung dafür, dass sich in der ersten Hälfte des 20. Jahrhunderts der Name Seeburgviertel durchzusetzen begann.
Der südliche Teil des Seeburgviertels wurde mit seinen Bauten aus der ersten Hälfte des 19. Jahrhunderts in den 1920er Jahren zum ersten Sanierungsgebiet Leipzigs mit Entflechtung der handwerklich genutzten Hofbereiche und unter Beibehaltung der kleinteiligen Parzellierung. Die Zerstörungen im Zweiten Weltkrieg, der anschließende Verfall und die flächenhaften Abrisse zur Platzgewinnung für die Großblockbauten der 1980er Jahre ließen von dem praktisch nichts übrig.